# Скарбошево (Мазовецьке воєводство)
Скарбошево (пол. Skarboszewo) — село в Польщі, у гміні Нарушево Плонського повіту Мазовецького воєводства.
Населення — 140 осіб (2011).
У 1975-1998 роках село належало до Цехановського воєводства.

## Демографія
Демографічна структура станом на 31 березня 2011 року:
|          | Загалом | Допрацездатний вік | Працездатний вік | Постпрацездатний вік |
| -------- | ------- | ------------------ | ---------------- | -------------------- |
| Чоловіки | 73      | 12                 | 53               | 8                    |
| Жінки    | 67      | 15                 | 38               | 14                   |
| Разом    | 140     | 27                 | 91               | 22                   |